# Ägyptische Squashnationalmannschaft
Die ägyptische Squashnationalmannschaft ist die Gesamtheit der Kader des ägyptischen Squashverbandes. In ihm finden sich ägyptische Sportler wieder, die ihr Land sowohl in Einzel- als auch in Teamwettbewerben national und international im Squashsport repräsentieren.

## Historie

### Herren
Ägypten nahm 1969 erstmals an einer Weltmeisterschaft teil. Bei dem Turnier blieb die Mannschaft ohne Sieg und schloss das Turnier auf dem sechsten und damit letzten Platz ab. Bereits 1971 verbesserte sich die Mannschaft auf den vierten Rang. Wie schon bei der ersten Austragung 1967 verzichtete Ägypten 1973 – zum bis heute letzten Mal – auf eine Teilnahme. Es folgten zwei dritte Plätze 1977 und 1981, die 1985 erstmals eine Weltmeisterschaft im eigenen Land in Kairo stattfand. Erstmals verpasste die Mannschaft das Halbfinale und wurde lediglich Fünfte. Erst 1995, als das Turnier zum zweiten Mal in Kairo ausgetragen wurde, erreichte Ägypten mit Rang drei wieder einen Platz auf dem Podium. 
Vier Jahre später, abermals in Kairo, wurde die Mannschaft erstmals Weltmeister. Die Mannschaft um Ahmed Barada, Amr Shabana, Omar Elborolossy und Amir Wagih besiegte im Endspiel Wales mit 3:0. 2001 erreichte Ägypten als Titelverteidiger erneut das Finale, verlor dieses aber mit 0:3 gegen Gastgeber Australien. Neben Shabana und Elborolossy standen außerdem Mohammed Abbas und Karim Darwish im Kader. In Wien 2003 unterlag die Mannschaft erneut gegen Australien, diesmal im Halbfinale. Sie schloss das Turnier auf Platz vier ab. Der dritte Finaleinzug gelang Ägypten bei der Weltmeisterschaft 2005 in Islamabad. Die Partie gegen England ging mit 0:2 verloren, nachdem Amr Shabana und Mohammed Abbas ihren Gegnern jeweils unterlagen. Weitere Mannschaftsmitglieder waren Karim Darwish und Wael El Hindi. Wie 2003 schied Ägypten im Halbfinale 2007 gegen Australien aus und wurde Vierter. Angeführt von Karim Darwish besiegte die Mannschaft England im Endspiel 2009 mit 2:1. Zwar verlor Darwish zunächst seiner Partie, die Erfolge von Ramy Ashour und anschließend Amr Shabana sicherten jedoch den zweiten Titelgewinn nach 1999. Vierter Spieler war Wael El Hindi. 2011 gelang in Paderborn abermals gegen England im Finale die erfolgreiche Titelverteidigung. Ramy Ashour sicherte zunächst die Führung, ehe sein Bruder Hisham Mohd Ashour seine Partie verlor. Karim Darwish entschied zum Abschluss mit einem 3:1-Sieg die Partie zugunsten Ägyptens. Als vierter Spieler war Mohamed Elshorbagy Teil der Mannschaft. Zum dritten Mal in Folge standen sich Ägypten und England bei der Weltmeisterschaft 2013 im Finale gegenüber. Mit 1:2 unterlag Ägypten diesmal der englischen Mannschaft. Lediglich Ramy Ashour gewann seine Partie, während Karim Darwish und Tarek Momen verloren. Im Finale nicht zum Einsatz kam Omar Mosaad. 2017 erreichte Ägypten als topgesetzte Mannschaft in Marseille erneut das Endspiel, in dem England wiederum der Gegner war. Karim Abdel Gawad brachte die Mannschaft mit einem Sieg gegen Nick Matthew in Führung, im Anschluss sorgte Ali Farag für den vorzeitigen Titelgewinn durch einen 3:0-Sieg gegen James Willstrop. Die Partie zwischen Marwan Elshorbagy und Daryl Selby wurde nicht mehr ausgetragen, im Kader stand außerdem Ramy Ashour als Kapitän. Ägypten gab im Turnierverlauf nicht eine einzige Partie ab. 2019 gelang in Washington, D.C. die erfolgreiche Titelverteidigung. Nach vier Siegen traf die Mannschaft im Finale erneut auf England und setzte sich mit 2:0 durch. Karim Abdel Gawad gewann die Auftaktpartie mit 3:2 gegen Declan James, ehe Ali Farag gegen Adrian Waller für den vorzeitigen Sieg dank eines 3:1-Erfolgs sorgte. Neben Gawad und Farag gehörten Tarek Momen und Mohamed Abouelghar zum Kader.
2023 wurde die Mannschaft ohne eine einzige Einzelpartie zu verlieren erneut Weltmeister. Die Ägypter zogen als Sieger ihrer Vorrundengruppe in die Finalrunde ein, in der sie nacheinander Südafrika, Schottland und die Schweiz mit jeweils 2:0 bezwangen. Gegner im Finale war wie schon 2019 England. Im Finale selbst brachte Mostafa Asal Ägypten mit 1:0 in Führung, als er den nunmehr für England spielenden Marwan Elshorbagy in drei Sätzen besiegte. Ali Farag sorgte mit seinem 3:2-Erfolg gegen den nun ebenfalls für England spielenden Mohamed Elshorbagy für die Vorentscheidung zugunsten Ägyptens, sodass das letzte Einzel zwischen Mazen Hesham und Patrick Rooney nicht mehr ausgetragen wurde. Auf ägyptischer Seite blieb Youssef Soliman ohne Finaleinsatz.

## Trainer
Beim Titelgewinn 1999 war Magdi Saad as hauptverantwortlicher Trainer tätig. Von 2004 bis 2013 war Amir Wagih Trainer der ägyptischen Nationalmannschaft. Unter ihm gelangen die Titelgewinne 2009 und 2011. Er wurde am 1. November 2013 von Omar Elborolossy abgelöst. Amr Shabana trat nach seinem Karriereende August 2015 die Nachfolge Elborolossys an.

## Letzter WM-Kader
Bei der letzten Weltmeisterschaft 2023 bestand die ägyptische Mannschaft aus den folgenden Spielern:
| Rang | Name            | Geburtsdatum    | WRL | Einsätze | Siege | Niederlagen |
| ---- | --------------- | --------------- | --- | -------- | ----- | ----------- |
| 1.   | Ali Farag       | 22. April 1992  | 1   | 4        | 4     | −           |
| 2.   | Mostafa Asal    | 9. Mai 2001     | 4   | 3        | 3     | −           |
| 3.   | Mazen Hesham    | 29. März 1994   | 7   | 4        | 4     | −           |
| 4.   | Youssef Soliman | 10. Januar 1997 | 12  | 3        | 3     | −           |

## Bilanz
| Herren |                    |                    |                    |                    |                    |
| Jahr   | Austragungsort     | Runde              | Platzierung        | Siege              | Niederlagen        |
| 1967   | Melbourne          | nicht teilgenommen | nicht teilgenommen | nicht teilgenommen | nicht teilgenommen |
| 1969   | Birmingham         | Gruppenphase       | 6.                 | 0                  | 5                  |
| 1971   | Palmerston North   | Gruppenphase       | 4.                 | 4                  | 2                  |
| 1973   | Johannesburg       | nicht teilgenommen | nicht teilgenommen | nicht teilgenommen | nicht teilgenommen |
| 1976   | Birmingham         | Gruppenphase       | 4.                 | 3                  | 3                  |
| 1977   | Toronto            | Halbfinale         | 3.                 | 6                  | 1                  |
| 1979   | Brisbane           | Halbfinale         | 4.                 | 5                  | 3                  |
| 1981   | Stockholm          | Halbfinale         | 3.                 | 6                  | 1                  |
| 1983   | Auckland           | Halbfinale         | 4.                 | 6                  | 3                  |
| 1985   | Kairo              | Viertelfinale      | 5.                 | 5                  | 4                  |
| 1987   | London             | Viertelfinale      | 6.                 | 5                  | 3                  |
| 1989   | Singapur           | Viertelfinale      | 5.                 | 4                  | 4                  |
| 1991   | Helsinki           | Halbfinale         | 4.                 | 1                  | 4                  |
| 1993   | Karatschi          | Viertelfinale      | 6.                 | 3                  | 3                  |
| 1995   | Kairo              | Halbfinale         | 3.                 | 3                  | 3                  |
| 1997   | Petaling Jaya      | Halbfinale         | 3.                 | 4                  | 3                  |
| 1999   | Kairo              | Weltmeister        | 1.                 | 5                  | 1                  |
| 2001   | Melbourne          | Finale             | 2.                 | 6                  | 3                  |
| 2003   | Wien               | Halbfinale         | 4.                 | 5                  | 2                  |
| 2005   | Islamabad          | Finale             | 2.                 | 5                  | 1                  |
| 2007   | Chennai            | Halbfinale         | 4.                 | 5                  | 2                  |
| 2009   | Odense             | Weltmeister        | 1.                 | 7                  | 0                  |
| 2011   | Paderborn          | Weltmeister        | 1.                 | 7                  | 0                  |
| 2013   | Mülhausen          | Finale             | 2.                 | 6                  | 1                  |
| 2015   | Kairo              | keine Austragung   | keine Austragung   | keine Austragung   | keine Austragung   |
| 2017   | Marseille          | Weltmeister        | 1.                 | 6                  | 0                  |
| 2019   | Washington, D.C.   | Weltmeister        | 1.                 | 5                  | 0                  |
| 2023   | Tauranga           | Weltmeister        | 1.                 | 6                  | 0                  |
| Gesamt | 25 / 27 Teilnahmen | 25 / 27 Teilnahmen | 6 Titel            | 117                | 52                 |